# Blaptica obscura
Blaptica obscura är en kackerlacksart som först beskrevs av Henri Saussure och Leo Zehntner 1894.  Blaptica obscura ingår i släktet Blaptica och familjen jättekackerlackor. Inga underarter finns listade.